# Theodor Waigel
Théodor « Theo » Waigel, né le 22 avril 1939 à Ursberg, dans la région de Souabe, est un homme politique allemand faisant partie de l'Union chrétienne-sociale en Bavière (CSU).
Il est notamment ministre fédéral des Finances de 1989 à 1998, et président de la CSU.

## Éléments personnels

### Études
En 1959, il obtient son Abitur à Krumbach, puis entreprend des études de droit, en premier lieu à Munich puis à Wurtzbourg. Il passe son premier examen juridique d'État en 1961.
Stagiaire à Krumbach, Schwabmünchen et Augsbourg, il passe son second examen d'État et obtient son doctorat en 1967 avec une thèse sur l'ordre constitutionnel allemand dans l'agriculture bavaroise.

### Emplois et carrière
Il devient alors assesseur du procureur de la première cour régionale de Munich. En 1969, il est engagé comme secrétaire personnel du secrétaire d'État au ministère des Finances de Bavière. À partir de 1969, il occupe ce poste auprès du ministre bavarois de l'Économie et des Transports.

### Vie privée
Marié en secondes noces à Irene Epple, il a trois enfants et est de confession catholique.

## Activités politiques

### Au sein de la CSU
Il est membre de l'Union chrétienne-sociale en Bavière (CSU) depuis 1960. Dès l'année suivante, il devient président de la Junge Union (JU) à Krumbach jusqu'en 1970. Il en prend la présidence en Souabe de 1967 à 1971.
Cette même année, il est simultanément élu président de la JU en Bavière pour quatre ans et membre du comité directeur de la CSU. En 1973, il est placé à la tête de la commission politique du parti, puis prend la direction de la formation en Souabe en 1987. Il abandonne ces deux fonctions en 1988. Membre de la présidence de l'Union chrétienne-sociale en Bavière depuis 1983, Theodor Waigel en est élu président le 16 novembre 1988.
Il renonce à ce poste à la suite des élections législatives fédérales du 27 septembre 1998, le parti étant passé sous la barre des 50 % des voix. Edmund Stoiber, ministre-président de Bavière, lui succède l'année suivante.
Le 4 juillet 2009, il est fait président d'honneur de la CSU aux côtés de Stoiber.

### Ascension institutionnelle
En 1969, il est élu au conseil municipal de Krumbach. Trois ans plus tard, il entre au Bundestag.
Il devient chef de file des députés CDU/CSU à la commission parlementaire de l'Économie en 1978, puis président du groupe de travail sur l'Économie et porte-parole du groupe CDU/CSU au Bundestag sur la politique économique en décembre 1980. Deux ans plus tard, en octobre 1982, il devient président du groupement provincial de la CSU et premier vice-président du groupe chrétien-démocrate.

### Ministre fédéral des Finances
Le 21 avril 1989, Theodor Waigel est nommé ministre fédéral des Finances par Helmut Kohl. Ses fonctions parlementaires sont reprises par Wolfgang Bötsch. 
À ce poste, il a notamment assuré la mise en place de l'union monétaire, économique et sociale avec l'Allemagne de l'Est (RDA), prélude à la réunification allemande. Par ailleurs, lors du Conseil européen de Madrid en décembre 1995, il proposa de baptiser la future monnaie unique européenne « Euro ».
En septembre 1996, Il se prononce pour la suppression de l’impôt sur la fortune.

### Fin de parcours politique
Réélu au Bundestag aux élections législatives fédérales de 1998, il est contraint de quitter son ministère le 27 octobre suivant. Il ne se présente pas aux élections législatives du 22 septembre 2002.

## Après la politique
Aujourd'hui retiré de la vie politique, Theo Waigel est très présent dans le monde de l'entreprise. Il est ainsi membre du conseil de surveillance de la Deutsche Vermögensberatung AG et de la société EnBW. De plus, il est consultant pour Texas Pacific Group et conseiller en relations publiques de Brunswick Group.